# Diclofénac
Le diclofénac  est un dérivé arylacétique, produit qui entre dans la classe des anti-inflammatoires non stéroïdiens (AINS) et qui est largement diffusé dans la pharmacopée mondiale sous diverses appellations.
Au Canada, aux États-Unis, en Grèce et au Royaume-Uni, il est commercialisé sous le nom de Pennsaid, un produit développé par la compagnie canadienne Nuvo Research. En France, au Canada et aux États-Unis, il est aussi commercialisé sous le nom Voltaren (ou Voltarène) par GlaxoSmithKline.

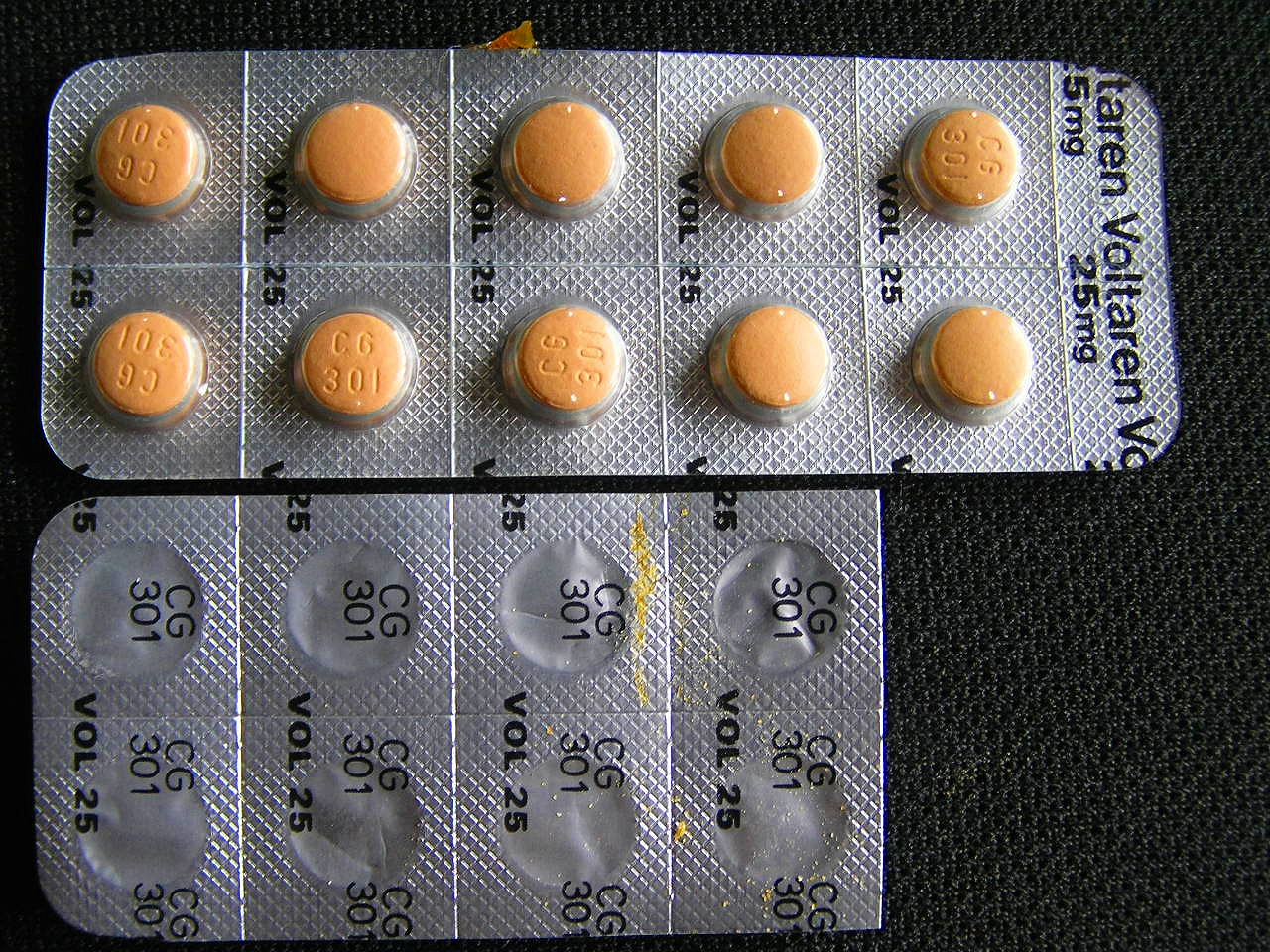
Pilules de Voltaren, 25 mg.

Il a été très utilisé en médecine vétérinaire, mais suscite des controverses en raison de sa rémanence environnementale, à partir des cadavres d'animaux d'élevage (de vaches en particulier). Il a ainsi intoxiqué de nombreux vautours et animaux nécrophages, conduisant certaines espèces au bord de la disparition,, au Pakistan notamment et sur tout le sous-continent indien, — cas de l'extinction des vautours en Inde — où les vautours jouent un rôle sanitaire important en éliminant rapidement les cadavres.

## Présentation
- Topique cutané acide
- Comprimé
- Granulés solubles
- Forme injectable (intramusculaire)
- Suppositoire
- Timbre transdermique ou patch

## Indications
Anti-inflammatoires, antirhumatismaux non stéroïdiens (code ATC : M01AB05).
Le diclofénac est un anti-inflammatoire non stéroïdien dérivé de l'acide phénylacétique du groupe des acides arylcarboxyliques.
Il est prescrit en cas de douleurs liées à des inflammations articulaires, à de l'arthrose ou en cas de sciatique.
Il possède les propriétés suivantes :
- activité antalgique ;
- activité antipyrétique ;
- activité anti-inflammatoire ;
- inhibition de courte durée des fonctions plaquettaires.

L'ensemble de ces propriétés est lié à une inhibition de la synthèse des prostaglandines.

## Effets secondaires
Ils sont essentiellement digestifs et sont communs aux autres anti-inflammatoires non stéroïdiens. La prise de diclofénac augmente le risque de survenue de maladies cardiovasculaires et d'insuffisance cardiaque. Ainsi, le risque d'incident cardiovasculaire de personnes qui commencent leur traitement à base de diclofénac augmente de 50 % par rapport à celles qui ne prennent rien.

## Effets indésirables possibles
- Accident thrombotique artériel
- Infarctus aigu du myocarde
- Accident vasculaire cérébral
- Flatulence
- Stomatite ulcérative
- Douleur abdominale
- Méléna
- Hématémèse
- Leucopénie
- Agranulocytose
- Thrombopénie
- Purpura thrombopénique
- Aplasie médullaire
- Anémie hémolytique
- Choc anaphylactique
- Réaction anaphylactoïde
- Bronchospasme
- Pneumopathie d'hypersensibilité
- Vascularite
- Purpura allergique
- Hypotension
- Insomnie
- Irritabilité
- Céphalée
- Étourdissement
- Vertige
- Somnolence
- Paresthésie
- Convulsions
- Tremblement
- Méningite aseptique
- Bourdonnement d'oreille
- Asthénie
- Vision trouble
- Diplopie
- Insuffisance cardiaque
- Œdème
- Hypertension artérielle
- Nausée
- Vomissement
- Diarrhée
- Dyspepsie
- Anorexie
- Crampe abdominale
- Douleur épigastrique
- Éructation
- Ulcère gastroduodénal
- Perforation digestive
- Hémorragie digestive
- Rectite
- Colite hémorragique
- Exacerbation de rectocolite hémorragique
- Exacerbation de maladie de Crohn
- Exacerbation de colite ulcéreuse
- Pancréatite
- Constipation
- Irritation locale
- Anite
- Élévation des transaminases
- Hépatite
- Ictère
- Hépatite fulminante
- Éruption cutanée
- Urticaire
- Syndrome de Stevens-Johnson
- Syndrome de Lyell
- Dermatose bulleuse
- Eczéma
- Alopécie
- Réaction de photosensibilisation
- Rétention hydrosodée
- Hyperkaliémie
- Insuffisance rénale aigüe
- Néphrite interstitielle
- Nécrose tubulaire aigüe
- Syndrome néphrotique
- Nécrose papillaire

## Contre-indications
- Au-delà de cinq mois de grossesse révolus.
- Antécédents d'allergie ou d'asthme déclenchés par la prise de diclofénac ou de substances d'activité proche, telles qu'autres AINS, aspirine.
- Hypersensibilité à l'un des excipients.
- Ulcère gastroduodénal en évolution.
- Insuffisance hépatocellulaire sévère.
- Insuffisance rénale sévère.
- Insuffisance cardiaque sévère non contrôlée.
- Enfant de moins de 16 kg, en raison du dosage inadapté de ce médicament.
- Antécédents de rectites ou de rectorragies (contre-indication liée à la voie d'administration) : suppositoires à 25 mg et à 100 mg.
- Troubles de l'hémostase ou traitement anticoagulant en cours ; contre-indication liée à la voie intramusculaire (solution injectable à 25 mg·ml-1).

En France, l'Agence nationale de sécurité du médicament et des produits de santé (ANSM) indique le 22 août 2013 que les évaluations menées en 2012-2013 par le Comité des médicaments à usage humain (CHMP) contre-indiquent le diclofénac « chez les patients atteints d’insuffisance cardiaque avérée, de cardiopathie ischémique, d’artériopathie périphérique et/ou de maladie vasculaire cérébrale » et recommande que le traitement ne soit instauré qu'« après une évaluation du rapport bénéfice/risque chez les patients présentant des facteurs de risque cardiovasculaires (hypertension artérielle, hyperlipidémie, diabète sucré et tabagisme),. »

## Métabolisme
Le diclofénac est métabolisé rapidement et pratiquement totalement, essentiellement au niveau du foie. L'excrétion est à la fois urinaire et fécale. La demi-vie d'élimination plasmatique du diclofénac inchangé se situe autour de 1 à 2 heures. La clairance plasmatique totale est d'environ 263 ml·min-1.

## Médecine vétérinaire et écotoxicologie
Le diclofénac était largement utilisé pour le bétail en Asie du Sud dans les années 1990 ; son emploi a mené plusieurs espèces de vautours à la quasi-extinction comme le cas de l'extinction des vautours en Inde, ce qui a secondairement provoqué de graves problèmes sanitaires (prolifération des chiens errants et épidémie de rage…). Le diclofénac a aussi presque fait disparaitre le vautour de l’espèce Gyps en Asie du Sud.

L'ONU, via le PNUE a encadré la signature d'un Mémorandum d’Entente sur la conservation des oiseaux de proie migrateurs d’Afrique et d’Eurasie, qui « souligne le nombre important de rapaces migrateurs d’Afrique-Eurasie ayant un statut de conservation défavorable au niveau régional et/ou mondial résultant de l’empoisonnement qui, dans certains cas, est lié au braconnage d’espèces menacées telles les éléphants et les rhinocéros ».
Et un Groupe de travail sur les vautours a été créé pour préparer un Plan d’action Vautours relatif à la conservation des 15 espèces de vautours migratrices du ‘vieux monde’ en vue du rétablissement d'un état de conservation favorable pour ces espèces avant 2029 (plan adopté par la Résolution 12.10).

Parmi les mesures visant à essayer de freiner en Asie la régression des vautours figurent des « restaurants pour vautours » qui sont des aires de nourrissage où les administrations et les éleveurs peuvent venir déposer les cadavres jugés assez « sains » pour les nourrir à moindre risque. Un problème similaire existe en Afrique. Les vautours fauves et percnoptères pyrénéens sont également menacés par ce médicament utilisé en Espagne.

## Teneurs maximales en résidus
Des résidus peuvent être présents dans la viande ou le lait. L'EMAE a pour l'Europe mis à jour ses recommandations en février 2009 pour les bovins et porcs :
- chez les bovins, les résidus de diclofénac ne devraient pas dépasser 5 μg/kg dans le muscle, 5 μg/kg dans le gras, 5 μg/kg dans le foie, 10 μg/kg dans le rein, 0,1 μg/kg dans le lait ;
- chez le porc, les résidus de diclofénac ne devraient pas dépasser 5 μg/kg dans le muscle, 1 μg/kg dans le gras et/ou la peau, 5 μg/kg dans le foie, 10 μg/kg dans le rein.

## Étymologie
Le nom « diclofénac » est dérive de son nom chimique : acide 2-(2,6-dichloranilino) phénylacétique. Il a d'abord été synthétisé par Alfred Sallmann et Rudolf Pfister, introduit sous le nom de Voltaren par Ciba-Geigy (aujourd'hui Novartis) en 1973.